# Колпакське
Колпа́кське (рос. Колпакское) — село у складі Гайського міського округу Оренбурзької області, Росія.

## Населення
Населення — 808 осіб (2010; 914 у 2002).
Національний склад (станом на 2002 рік):
- росіяни — 82 %